# Saint-Livres
Saint-Livres är en ort och kommun i distriktet Morges i kantonen Vaud, Schweiz. Kommunen har 698 invånare (2023).